# Sandläufer (Eidechsen)
Die Sandläufer (Psammodromus) sind eine Gattung innerhalb der Familie der Echten Eidechsen mit sechs Arten bzw. Unterarten.

## Merkmale
Die Sandläufer sind kleine Eidechsen mit wenig auffälliger Färbung. Ihre Rücken und Flanken sind mit großen rhombischen und stark gekielten Schuppen bedeckt, die sich schindelartig überlagern. Im Unterschied zu den Kieleidechsen tragen sie kein Halsband. Das erste Oberlippenschild reicht nach oben bis zum Nasenloch.

## Verbreitung
Das Hauptverbreitungsgebiet liegt auf der Pyrenäenhalbinsel. Ausläufer des Verbreitungsgebiets der Gattung erstrecken sich im Norden über die französische Mittelmeerküste der Languedoc bis zur Rhone und im Süden über Gibraltar nach Nordafrika in die Staaten Marokko, Algerien und Tunesien. Zwei Arten kommen nur im afrikanischen Bereich vor (P. blanci und P. microdactylus). Auch auf der Isola dei Conigli, einem Inselchen knapp vor der Küste der italienischen Insel Lampedusa gibt es eine Population (P. algirus).

## Arten
Zur Gattung der Sandläufer gehören derzeit folgende sechs rezente Arten:
- Algerischer Sandläufer (P. algirus (Linnaeus, 1758))
- Psammodromus blanci (Lataste, 1880)
- Spanischer Sandläufer (P. hispanicus Fitzinger, 1826)
- Ostiberischer Sandläufer (P. edwarsianus (Dugès, 1829))
- Marokkanischer Sandläufer (P. microdactylus (Boettger, 1881))
- Westiberischer Sandläufer (P. occidentalis Fitze, Gonzalez-Jimena, San-Jose, San Mauro & Zardoya, 2012)

Der Spanische Sandläufer (P. hispanicus) wurde aufgrund molekulargenetischer und morphologischer Daten im Jahr 2012 in drei Linien unterteilt, von denen zwei den schon früher anerkannten beiden Unterarten P. hispanicus hispanicus und P. hispanicus edwardsianus entsprechen. Als dritte Linie wurde die neue Art Psammodromus occidentalis aus den Populationen im Norden der Iberischen Halbinsel beschrieben. Entsprechend wurde die beiden Unterarten zu eigenständigen Arten erhoben.
In der Erstbeschreibung des Autors Dugés, 1829 wurde die Schreibweise des Artnamens mehrmals als edwarsianus (ohne zweites d) wiedergegeben. Das führt bis heute zu Verwirrungen über die korrekte Schreibweise. Ungefähr die Hälfte aller Publikationen über diese Unterart bzw. Art verwendet nicht die originale Schreibweise, sondern spricht von Psammodromus edwardsianus, da diese Eidechse nach dem Naturforscher Henri Milne Edwards benannt wurde.